# Moutnofret Ire
Moutnofret, ou Moutnéfret (Mout la Belle), est une épouse secondaire du pharaon Thoutmôsis Ier. Elle est la mère de Thoutmôsis II, et peut-être de plusieurs autres princes dont la mort précéda celle de leur père.
Elle portait les titres : épouse du roi (hm.t-nisw.t-wr.t) ; mère du roi (mwT-niswt) ; fille du roi (s3T-niswt-nt) ; sœur du roi (snt-niswt).  Quelques spécialistes, dont Christian Leblanc, avancent qu'elle porta aussi le titre de grande épouse royale (HmT nswt wrT).
Bien que l'épouse principale du roi ait été Ahmès, Moutnofret pourrait avoir été membre de la famille royale, si l'on se base sur ses titres de fille du roi et sœur du roi. 
Elle fut représentée, entre autres, dans le temple de Deir el-Bahari par son petit-fils Thoutmôsis III, sur une stèle retrouvée au Ramesséum et sur un colosse représentant son fils. Une statue d'elle porte une dédicace de la part de son fils Thoutmôsis II, ce qui tendrait à confirmer qu'elle était toujours en vie sous le règne de celui-ci.